# 迪士尼音樂集團
迪士尼音樂集團（英語：Disney Music Group）是華特迪士尼公司旗下迪士尼媒体发行的音樂部門。該部門的子公司包括自有唱片廠牌華特迪士尼唱片和好萊塢唱片与原二十世纪福斯旗下的厂牌，现并入好莱坞唱片的福斯音乐，以及管理該公司音樂和迪士尼音樂會（Disney Concerts）的迪士尼音樂出版公司（Disney Music Publishing）。該集團由Ken Bunt擔任總裁，他在工作上的直屬上司為華特迪士尼工作室主席Alan F. Horn。總部設在華特迪士尼伯班克片場。